# Monarthropalpus flavus
Buxbomgallmygga (Monarthropalpus flavus) är en tvåvingeart som först beskrevs av Franz Paula von Schrank 1776.  Monarthropalpus flavus ingår i släktet Monarthropalpus och familjen gallmyggor. Inga underarter finns listade i Catalogue of Life.
Buxbomgallmyggan härstammar troligen från södra eller västra Europa, där dess värdväxt buxbomar förekommer vilt. Den är spenslig och mygglik, orangegul och 3 millimeter lång. Vingarna är grågula. Den lägger sina ägg på buxbombladen där larverna skapar gallbildningar, som bäst syns på bladens undersida.